# Далин, Улоф

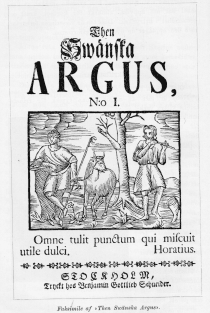
«Шведский Аргус»

У́лоф Дали́н (швед. Olof von Dalin; 29 августа 1708 — 12 августа 1763) — шведский поэт, литературный критик, историк.

## Жизнеописание
Известность Далин приобрёл сначала изданием еженедельной газеты «Шведский Аргус» («Then Swenska Argus», 1732—34) по образцу журнала The Spectator Джозефа Аддисона. Ему было поручено написать историю Швеции (швед. Svea Rikes Historia), но смерть помешала ему довести задуманное до конца. Назначенный учителем к кронпринцу Густаву и королевским историографом, он пользовался большим влиянием при дворе и после короткой опалы был сделан гофканцлером. Далин имел гораздо большее значение как поэт, нежели как историк. Его история Швеции была переведена и на русский язык (О. Далин, «История Шведского государства», перевел с немецкого Г. Цебриков, СПб., 1805—7). Как поэт Далин находился сначала под влиянием французских классиков («Брюнхильда» / «Brynhilda», 1738, и «Шведская свобода» / «Svenska Friheten», 1742), но затем стал истым национальным шведским поэтом — предшественником Бельмана, Франсена и Дальгрена. Заслужили известность его остроумные и весёлые народные песни.
Согласно ЭСБЕ:

Главное значение Далина — в том, что он сильно способствовал развитию шведского литературного языка и подготовил путь просветительным идеям, укреплению которых помогли другие выдающиеся писатели этой эпохи— Шведская литература // Энциклопедический словарь Брокгауза и Ефрона : в 86 т. (82 т. и 4 доп.). — СПб., 1890—1907.

## На русском языке
- Олофа Далина История Шведскаго государства / Перевод с немецкаго языка.; По высочайшему повелению. — В Санктпетербурге : Печатано в Императорской типографии, [1805]-1807. — 4° (25 см).

## Источник
- Далин, Олаф // Энциклопедический словарь Брокгауза и Ефрона : в 86 т. (82 т. и 4 доп.). — СПб., 1890—1907.
- Далин Улоф // Большая советская энциклопедия : [в 30 т.] / гл. ред.  А. М. Прохоров. — 3-е изд. — М. : Советская энциклопедия, 1969—1978.